# La Descubridora
La Descubridora är en ort i Mexiko.   Den ligger i kommunen Purísima del Rincón och delstaten Guanajuato, i den centrala delen av landet, 300 km nordväst om huvudstaden Mexico City. La Descubridora ligger 1 748 meter över havet och antalet invånare är 397.
Terrängen runt La Descubridora är platt åt sydost, men åt nordväst är den kuperad. Runt La Descubridora är det ganska tätbefolkat, med 230 invånare per kvadratkilometer. Närmaste större samhälle är San Francisco del Rincón, 6,6 km nordost om La Descubridora. Trakten runt La Descubridora består till största delen av jordbruksmark.